# 岑旭
岑旭（1952年—），祖籍江苏如东，生于北京，中国人民解放军海军中将。

## 生平
2000年7月任海军装备论证中心政委。
2003年12月任海军装备研究院政委。
2004年7月任海军南海舰队副政委兼海军南海舰队航空兵政委。
2008年7月至2011年12月，任南京军区副政治委员兼海军东海舰队政治委员。2011年由丁海春接任。
2011年12月任中国人民解放军海军副政委。
2012年12月，改任中国人民解放军总政治部主任助理。
2009年7月，晋升海军中将军衔。
是中共十七大代表，中共第十八届中央纪律检查委员会委员。2018年1月，当选第十三届全国政协委员。